# Richard Tucker

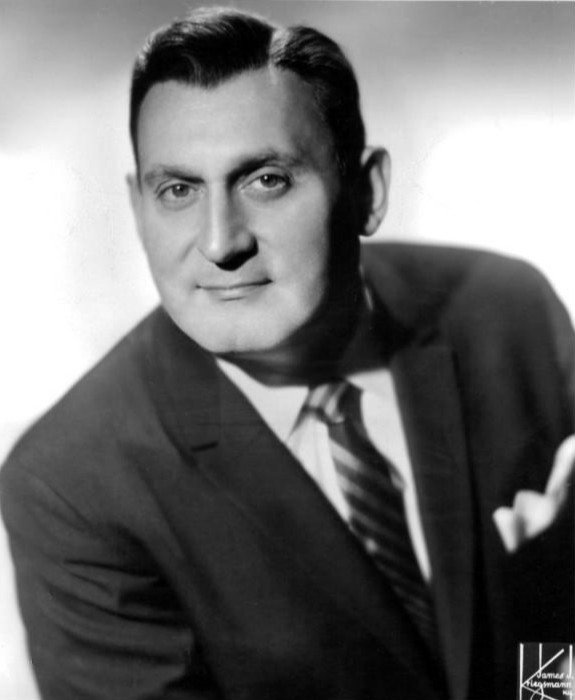
Richard Tucker, conocido como uno de los mejores tenores americanos

Richard Tucker (Nueva York, 28 de agosto de 1913 — Kalamazoo, Míchigan, 8 de enero de 1975) fue un tenor lírico de Estados Unidos, prestigioso por sus interpretaciones verdianas.

## Inicios
Richard Tucker nació como Ruvn (Rubin) Ticker en Brooklyn, Nueva York. Su aptitud musical fue descubierta tempranamente, y se nutre bajo la tutela de Samuel Weisser en la sinagoga Tifereth Israel en el bajo Manhattan. Cuando era adolescente, los intereses de Tucker se alternaron entre el atletismo, en la que destacó durante sus primeros años escolares, y canto para bodas y bar mitzvahs como cantorial estudiante. Finalmente, fue cantor a tiempo parcial en el Templo Emanuel en Passaic, NJ, y a tiempo completo en el Templo Adath Israel en el Bronx y, en junio de 1943, en el prestigioso Brooklyn Center judío. Hasta entonces, Tucker principalmente vivía de los ingresos derivados de sus comisiones semanales como un vendedor confiable para una empresa que vendía sedas a los peleteros para la confección de los forros de los abrigos. 
El 11 de febrero de 1936, Tucker se casó con Sara Perelmuth, hija de Levi y Anna Perelmuth. En el momento de la boda de Tucker y Sara, el hijo mayor, de los Perelmuth, Yakob, había progresado de violinista de jazz a tenor lírico, siendo vocalista estrella de un programa nacional de radio, Yakob ya había fijado su mira en una carrera operística. Bajo la dirección del legendario Sol Hurok, el hijo mayor de los Perelmuth, ahora llamado Jan Peerce, alcanzó su objetivo cuando el director general de la Metropolitan Opera Company, Edward Johnson, le ofreció un contrato después de una impresionante audición. Cuando Peerce hizo su tan aclamado debut en el Met el 29 de noviembre de 1941, su hermana y su nuevo marido vivían con los padres de Peerce, mientras tanto Tucker está tratando de tener éxito con la fábrica de seda al igual que en las ventas del negocio, mientras que también sirve con sus oficios en el templo Adath Israel en el Bronx. 
Peerce se mantuvo escéptico de la capacidad de Tucker y aunque no alentaba abiertamente sus ambiciones operísticas (lo que llevó, lamentablemente, a una permanente ruptura entre los dos cuñados y sus familias), Peerce desempeñó un papel en la introducción de Tucker con el conductor y arreglador Zavel Zilberts, que entrenó a Tucker, hasta que llegó a la atención de Paul Althouse, un notable tenor lírico cuya carrera se había iniciado durante los últimos años de Enrico Caruso, de largo reinado en el Met. Althouse se convirtió en el único profesor de Tucker.

### El Metropolitan Opera
En un raro momento, el pupilo Tucker, sin tener en cuenta el asesoramiento del profesor, se registró en Audiciones del Aire, del Metropolitan Opera House, en 1941, pero no ganó. Sin embargo, cuando el gerente general del Met Edward Johnson llegó sin previo aviso al Brooklyn Center judío para escuchar cantar a Tucker, le ofreció al tenor otra audición y pronto le concedió un contrato. El 15 de diciembre de 1945, bajo la batuta de Emil Cooper, Tucker hizo su debut como Enzo en la ópera La Gioconda, de Amilcare Ponchielli. El debut fue uno de los más exitosos en los anales del Met, Tucker tuvo treinta años de carrera en el Met como el tenor líder de los Estados Unidos de la posguerra.[cita requerida]
Dos años después de su debut en el Metropolitan, Tucker fue invitado a repetir su éxito en La Gioconda en el anfiteatro romano de Verona, Italia. Fue contratado por Giovanni Zenatello, quien también había contratado a una joven desconocida estadounidense de ascendencia griega, la soprano Maria Callas. Comentarios contemporáneos en Verona de 1947 sobre la ejecución de La Gioconda testimonian que el éxito de Tucker superó considerablemente al de Callas, una realidad eclipsada por la soprano, del eventual éxito de Tucker en todo el mundo. Dos años más tarde, en 1949, Tucker, en rápida carrera ascendente, se confirmó cuando Arturo Toscanini, el más famoso director italiano del siglo XX, le llamó para cantar el papel de Radamés para la transmisión simultánea de la NBC, con una completa actuación de Aída y, en el papel titular, Herva Nelli, un evento visto y oído en la radio y la televisión, y finalmente puesto a la venta en LP, CD, VHS y DVD. Esta fue la primera ópera emitida de manera íntegra en la televisión estadounidense.[cita requerida]

## Tenor dramático
En los años siguientes, Tucker evoluciona de una voz lírica hasta convertirse en un tenor lírico-spinto de proporciones dramáticas. Su estilo, sobre todo su cariño por la forma italiana, no siempre fueron elogiados por la crítica, el timbre distintivo de su timbre de voz, su técnica segura indefectiblemente, dicción impecable, y pronunciación fueron universalmente aclamadas en cada papel en que se comprometió. Durante una época en la que un pleno de legendarios tenores incluidos Jussi Björling, Giuseppe Di Stefano y Mario del Mónaco (y, eventualmente, Jan Peerce) estuvieron y se fueron durante los años en que (Sir) Rudolf Bing dirigía el Metropolitan, Tucker se mantuvo dominante y constantemente tuvo nuevos retos. Aunque se trata de un actor indiferente durante la mayor parte de su carrera, Tucker hizo una fuerte impresión dramática con veteranos críticos cuando se re-concibió el papel de Canio en I Pagliacci, bajo la dirección de Franco Zeffirelli en enero de 1970. El tenor tenía casi 60 años de edad en el momento. 
Antes y después de cada temporada del Metropolitan Opera, Tucker apareció en concierto a través de etapas en los EE. UU. A fines de 1950 y comienzos de 1960, sus actuaciones en una serie de «Noche de Puccini» conciertos al aire libre en la histórica Lewisohn Stadium en la ciudad de Nueva York, bajo la dirección de Alfredo Antonini, a menudo era atraído un público de más de 13.000 huéspedes entusiasta. A través de su carrera, Tucker también ofició como cantor durante el Rosh Hashana, Yom Kippur y otros acontecimientos sagrados en el calendario litúrgico judío. Tucker era un estricto pero dedicado padre, supervisó el desarrollo religioso de sus tres hijos (Berel [Barry] Tucker, nacido en 1938; David N. Tucker, MD, nacido en 1941, y Henry R. Tucker, Esq., nacido en 1946), él cantaría con ellos en un popular programa de televisión auspiciado por Sam Levenson a principios del decenio de 1950.

## Grabaciones
Tucker tenía un largo contrato con Columbia Records, y, finalmente, grabó para el sello RCA Victor también. Sin embargo, en contra de la mera duración de su carrera, Tucker realizó grabaciones comerciales que son proporcionalmente escasas y no transmiten realmente el poder y la redondez de su voz, de acuerdo con la mayoría de sus colegas artistas. Muchas de sus grabaciones comerciales, así como las grabaciones privadas de sus conciertos y actuaciones de difusión, han sido remasterizadas digitalmente y están disponibles en CD y en línea para descargar los formatos. Un número de sus apariciones en la televisión estadounidense en «La Voz de Firestone» y «La Hora Bell Telephone» se conservan en cintas de vídeo, y se han reeditado en VHS y DVD. Lamentablemente, un completo vídeo de la ejecución del tenor en el papel Canio en la producción de Zeffirelli I Pagliacci, "que iba a ser emparejado con Cavalleria rusticana con el amigo de Tucker y colega tenor Franco Corelli como Turiddu, nunca fueron televisadas y no se han publicado comercialmente a causa de razones jurídicas. 

## Anecdotario
Aunque Tucker tenía una bien elaborada imagen pública en una Europa competitiva, su conducta era en privado de una abrumadora confianza en sí mismo como artista e intérprete, pero sí indefectiblemente considerando al hombre, sobre todo cuando los fanáticos y los colegas se tratasen. Nunca propenso a mirar hacia atrás en su carrera, Tucker ha vivido siempre en el momento y mantenido una visión de la vida. También mostró una propensión para jugar bromas a algunos de sus compañeros cantantes, a menudo provocando una sonrisa en algún momento inadecuado en una interpretación o ejecución; una vez durante una emisión de "La forza del destino" con el barítono Robert Merrill, Tucker había puesto un imagen fotográfica en un pequeño cofre que Merrill se debía abrir en el escenario. En años posteriores, Merrill describió a su tenor amigo en formas muy gratas.
Irónicamente, Merrill fue de gira con Tucker en una serie nacional de conciertos conjunta cuando, el 8 de enero de 1975, Richard Tucker murió de un ataque al corazón en reposo, mientras dormía una noche antes de presentarse en Kalamazoo, Míchigan. Tucker es la única persona cuyo funeral se ha celebrado en el escenario del Metropolitan Opera. En homenaje a su legado en el Met, la ciudad de Nueva York ha nombrado el parque adyacente al Lincoln Center, Richard Tucker Square.

## La Fundación
Poco después de su muerte, fue creada la «Richard Tucker Music Foundation» por su viuda, hijos, colegas y amigos «para perpetuar la memoria del más grande tenor de Estados Unidos, a través de proyectos de ayuda a jóvenes cantantes talentosos» estableciendo el Premio Richard Tucker. En los decenios, la Fundación Richard Tucker, cuyos conciertos anuales han sido televisados, se han acogido grandes cantantes líricos como Luciano Pavarotti y otras super estrellas de ópera del pasado y del presente, se ha concedido las mayores subvenciones y becas para el estudio del canto lírico, entre los beneficiados se incluyen Renée Fleming, Aprile Millo, Deborah Voigt, David Daniels, Dolora Zajick, Stephanie Blythe, Joyce DiDonato y muchos otros cantantes de ópera de fama internacional.

## Registros discográficos de óperas
- Verdi - "Aida" Tucker, Callas, Gobbi, Serafin. EMI Classics (opera completa)
- Verdi - "La Traviata" Tucker, Moffo, Merrill, Previtali. RCA Victor (opera completa)
- Verdi - "Il Trovatore" Tucker, Price, Warren, Elias, Basile. RCA Victor (opera completa)
- Verdi - "La Forza Del Destino" Tucker, Callas, Tagliabue, Barbieri, Serafin. EMI Classics (opera completa)
- Verdi - "Richard Tucker Sings Verdi" Tucker, Farrell, Santi, Cleva, Allers. Columbia (arias y dúos)
- Verdi - "Messa Da Requiem" Tucker, London, Forrester, Amara, Ormandy. Columbia (obra sacra)
- Puccini - "La Boheme" Tucker, Moffo, Merrill, Tozzi, Leinsdorf. RCA Victor (opera completa)
- Puccini - "Madama Butterfly" Tucker, Price, Elias, Leinsdorf. RCA Victor (opera completa)